# Governo Zapatero I
Il Governo Zapatero I fu l’esecutivo in carica nel Regno di Spagna dal 17 aprile 2004 al 14 aprile 2008 (sebbene dimissionario dall’11 marzo). Nato dal risultato delle elezioni del 2004, fu l’unico dell’VIII legislatura. 
Il 14 aprile 2008, gli successe il Governo Zapatero II.

## Situazione parlamentare
| Camera                 | Collocazione                | Partiti | Seggi     |
| ---------------------- | --------------------------- | --- | --------- |
| Congresso dei Deputati | Governo                     | PSOE/PSC (164)                                                                                                   | 164 / 350 |
| Congresso dei Deputati | Appoggio esterno/Astensione | Appoggio esterno: ERC (8), IU (5), CC (3), BNG (2), CHA (1) Astensione: CiU (10), EAJ/PNV (7), EA (1), NaBai (1) | 38 / 350  |
| Congresso dei Deputati | Opposizione                 | PP (148) | 148 / 350 |

## Composizione
Partito Socialista Operaio Spagnolo (PSOE)
     Partito dei Socialisti di Catalogna (PSC)
     Indipendenti
| Carica                                                | Titolare                                            | Titolare | Titolare                                                             | Partito      |
| ----------------------------------------------------- | --------------------------------------------------- | -------- | -------------------------------------------------------------------- | ------------ |
| Presidente del Governo                                |                                                     |          | José Luis Rodríguez Zapatero                                         | PSOE         |
| Prima Vicepresidente Presidenza Portavoce del Governo |                                                     |          | Maria Teresa Fernández de la Vega Sanz                               | Indipendente |
| Secondo Vicepresidente Economia e Finanze             |                                                     |          | Pedro Solbes Mira                                                    | PSOE         |
| Interno                                               |                                                     |          | José Antonio Alonso Suárez (fino all’11 aprile 2006)                 | PSOE         |
| Interno                                               | Alfredo Pérez Rubalcaba (dall’11 aprile 2006)       |          |                                                                      | PSOE         |
| Giustizia                                             |                                                     |          | Juan Fernando López Aguilar (fino al 12 febbraio 2007)               | PSOE         |
| Giustizia                                             | Mariano Fernández Bermejo (dal 12 febbraio 2007)    |          |                                                                      | PSOE         |
| Affari esteri e cooperazione                          |                                                     |          | Miguel Ángel Moratinos Cuyaubé                                       | PSOE         |
| Difesa                                                |                                                     |          | José Bono Martínez (fino all’11 aprile 2006)                         | PSOE         |
| Difesa                                                | José Antonio Alonso Suárez (dall’11 aprile 2006)    |          |                                                                      | PSOE         |
| Sviluppo                                              |                                                     |          | Magdalena Álvarez Arza                                               | PSOE         |
| Industria, Turismo e Commercio                        |                                                     |          | José Montilla Aguilera (fino all’8 settembre 2006)                   | PSC          |
| Industria, Turismo e Commercio                        | Joan Clos i Matheu (dall’8 settembre 2006)          |          |                                                                      | PSC          |
| Ambiente                                              |                                                     |          | María Cristina Narbona Ruiz                                          | PSOE         |
| Alloggi                                               |                                                     |          | María Antonia Trujillo Rincón (fino al 9 luglio 2007)                | PSOE         |
| Alloggi                                               |                                                     |          | Carme Chacón Piqueras (dal 9 luglio 2007)                            | PSC          |
| Istruzione e Scienza                                  |                                                     |          | María Jesús San Segundo Gómez de Cadiñanos (fino all’11 aprile 2006) | PSOE         |
| Istruzione e Scienza                                  | Mercedes Cabrera Calvo-Sotelo (dall’11 aprile 2006) |          |                                                                      | PSOE         |
| Lavoro e Affari sociali                               |                                                     |          | Jesús Caldera Sánchez-Capitán                                        | PSOE         |
| Salute e Consumo                                      |                                                     |          | Elena Salgado Méndez (fino al 9 luglio 2007)                         | PSOE         |
| Salute e Consumo                                      | Bernat Soria Escoms (dal 9 luglio 2007)             |          |                                                                      | PSOE         |
| Agricoltura, Pesca ed Alimentazione                   |                                                     |          | Elena Espinosa Mangana                                               | PSOE         |
| Cultura                                               |                                                     |          | Carmen Calvo Poyato (fino al 9 luglio 2007)                          | PSOE         |
| Cultura                                               |                                                     |          | César Antonio Molina Sánchez (fino al 9 luglio 2007)                 | Indipendente |
| Amministrazioni pubbliche                             |                                                     |          | Jordi Sevilla Segura (fino al 9 luglio 2007)                         | PSOE         |
| Amministrazioni pubbliche                             | Elena Salgado Méndez (dal 9 luglio 2007)            |          |                                                                      | PSOE         |

Fonte: